# 巷子口镇
巷子口镇是中国湖南省宁乡市下辖镇。巷子口镇位于宁乡县西部，处宁乡县、安化县二县市交汇处。地缘上，巷子口镇北连沩山乡接壤，东与巷子口镇交界，南与沙田乡、龙田镇毗邻，西接安化县高明与大福镇（原东山乡）。辖域面积105.8平方公里，人口4.2万人（2000年人口普查36,816人）。 

## 词源学
相传很久以前，因巷子口地处两条山冲口上，原为项姓聚居之所，名“项氏口”，后项氏他迁，此处发展为一小街巷，渐变称为“巷子口”而得名。

## 历史
由原巷子口乡、官山乡和直田乡于1995年合并设立。

## 区划
下辖9个行政村1社区，分别为巷子口社区，联花村、官山村、双河村、狮冲村、直田村、黄鹤村、仙龙潭村、扶峰村和金枫园村。

## 地理
巷子口为山区乡镇，处沩水上游，有多条支流汇入黄材水库，境南扶王山海拔969.8米。

## 教育
- 小学：巷子口镇中心小学、枫坪学校
- 高中：宁乡十中

## 交通
县道X104从南往北抵达巷子口镇，南方是龙田镇，终点在巷子口镇巷子口社区和县道X107交汇，往右边可以到黄材镇。
县道X107在巷子口镇巷子口社区开始往北抵达沩山乡。
县道X210从巷子口镇巷子口社区出发往西南方到沙田乡。

## 出身名人
- 易祓（1156–1240），南宋（1127–1279）诗人、词人、官员。

## 旅游景点
- 状元易祓墓，坐落在巷子口镇原巷市村兰花组的网形山（古称屏山）西侧山腰，占地约1580平方米，由陵道、墓庐、墓地三大部分组成。[2]

- 南轩文化园，包括张浚墓、张南轩墓。[2]

- 古桥，巷子口镇2011年发现128座古桥，保存完好的古桥有41座，主要有毛公桥、屏壶桥、丁字桥、状元桥等。[2]